# Gladicosa
Gladicosa is een geslacht van spinnen uit de familie wolfspinnen (Lycosidae).

## Soorten
De volgende soorten zijn bij het geslacht ingedeeld:
- Gladicosa bellamyi (Gertsch & Wallace, 1937)
- Gladicosa euepigynata (Montgomery, 1904)
- Gladicosa gulosa (Walckenaer, 1837)
- Gladicosa huberti (Chamberlin, 1924)
- Gladicosa pulchra (Keyserling, 1877)